# Colombo FC
Der Colombo Football Club ist ein sri-lankischer Fußballverein mit Sitz in der de-facto Hauptstadt des Landes Colombo in der Westprovinz.

## Geschichte

### Gründung und Aufstieg bis in die Champions League
Der Klub wurde im April 2008 gegründet, um die lokalen Talente der städtischen Ligen zu fördern. Bereits am 18. April nahm die Mannschaft an der Qualifikation für den FA Cup teil, dort gelang es aber nicht, in die zweite Runde vorzustoßen. In der darauffolgenden Pokalsaison schaffte es der Klub sogar bis ins Achtelfinale, unterlag dort jedoch dem Police SC mit 0:4. In der Liga verblieb die Mannschaft aber immer noch in der Third Division. In der Saison 2011 ging es erneut bis ins Viertelfinale, diesmal unterlag man jedoch Don Bosco mit 2:4. In der Third Division gelang nun erstmals auch die Qualifizierung für die Finalrunde. Im letzten Spiel unterlag die Mannschaft jedoch dem Matara City SC mit 0:2. Die Saison 2012 bildete für den Klub bereits das Aus in der vierten Runde des FA Cup, mittlerweile in die Second Division aufgestiegen gelang in der Liga erneut der Einzug in die Finalrunde, wo aber schon im Halbfinale gegen Solid SC Schluss war.

### Erster Titel im Pokal
Bedingt durch Versäumnisse des Verbandes wurde die erstklassige Champions League in der Saison 2013 auf insgesamt 20 Mannschaften aufgestockt. Darunter war auch an letzter Stelle der Colombo FC. Platziert in der Gruppe A, gelang jedoch sofort mit 40 Punkten der erste Platz nach dem 18. Spieltag. Womit es in eine K.-o.-Phase ging. Dort unterlag man im Viertelfinale jedoch Don Bosco. Im Pokal der zeitlich schon in der Saison 2013/14 spielte, kam die Mannschaft erstmals sogar bis ins Halbfinale, wo es dann aber nach einem 1:2 gegen den Army FC vorbei war. Die Saison 2014/15 in der Liga wurde schließlich ohne Play-offs ausgetragen. Mit 42 Punkten landete die Mannschaft nur sechs Punkte hinter dem Meister Solid SC. Durch einen neuen Modus musste Colombo im Pokal erst zum Sechzehntel-Finale einsteigen. Diesmal gelang es erstmals bis ins Finale vorzustoßen und nach einem 1:0-Sieg gegen den Blue Star SC ebenfalls erstmals den Pokal in die Höhe zu strecken.

### Erste Meisterschaft in der Liga und erster internationaler Auftritt
Aufgrund von zu vielen Klubs wurde die Saison 2015 in der Champions League wieder in zwei Gruppen gespielt. Colombo wurde in die Gruppe B gesetzt und setzte sich am Ende mit 23 Punkten als Erster durch. Damit qualifizierte sich die Mannschaft dann für die Play-offs. Am Ende der kurzen Runde gelang mit 17 Punkten erneut der erste Platz, womit auch die erste Meisterschaft erreicht wurde. Dabei hatte der Klub nur aufgrund des besseren Torverhältnisses von einem Tor gegenüber dem Renown SC die besseren Karten. Im Pokal reichte es hingegen wieder nur bis zum Halbfinale. Bedingt durch die Meisterschaft qualifizierte sich der Klub für die erste Qualifikationsrunde des AFC Cup 2017. Dort traf man auf den indischen Vertreter Mohun Bagan AC. Dieser konnten sich sowohl im Hin- als auch im Rückspiel mit 2:1 durchsetzen, womit Colombo nicht über diese Runde hinaus kam.

### Heutige Zeit
Die Saison 2016/17 konnte der Klub in der Gruppe A dann mit 15 Punkten nur auf dem dritten Platz beenden. Dies reichte aber auch für die Qualifikation zu den Play-offs. Am Ende gelang mit 16 Punkten jedoch erneut der erste Platz und somit die zweite Meisterschaft in Folge. Weil sich das letzte Spiel bis in den März 2018 verschob, konnte Colombo jedoch nicht an der Qualifikation für den AFC Cup 2018 teilnehmen. Im Pokal reichte es ein weiteres Mal nur für das Halbfinale. Die Spielzeit 2017/18 wurde dann wieder mit 18 Mannschaften in einer gemeinsamen Spielklasse ohne Play-offs gespielt. Erneut gelang dem Klub knapp vor Renown die Meisterschaft. Diesmal war es bei gleicher Punktzahl und einem eigenen Torverhältnis von 46:11 gegenüber 44:18 jedoch nicht so extrem knapp. Der Pokal wies ein weiteres Mal das Phänomen auf, dass es nicht über das Halbfinale hinaus ging. Beim AFC Cup 2019 gelang dann in der ersten Runde der Qualifikation ein 9:2 nach Hin- und Rückspiel gegen den bhutanischen Verein Transport United. Die Play-off-Runde fand dann wieder gegen einen indischen Klub, dieses Mal war dies Chennaiyin FC, statt. Nach einem 0:0 im Hinspiel endete das Rückspiel allerdings mit einer 0:1-Niederlage, womit es erneut nicht über die Qualifikation hinaus ging. Die Saison 2018/19 endete dann, nach drei Titeln in Folge, erstmals wieder nicht mit der Meisterschaft. Gegen den Defenders FC hatte man diesmal mit einem Rückstand von zwei Punkten das Nachsehen.
Bedingt durch die COVID-19-Pandemie wurde eine Saison 2019/20 in der Liga erst gar nicht abgehalten. Der Pokal konnte jedoch vorher abgeschlossen werden. Hier setzte es aber sogar bereits im Sechzehntel-Finale eine Niederlage gegen Renown. Womit dies die bislang schlechteste Saisonleistung seit langem darstellte.

## Erfolge
- Meister der Sri-lankischen Champions League: 4
  - 2015/16, 2016/17, 2017/18, 2023
- FA Cup Gewinner: 1
  - 2014/15